# Хју Сибаг Монтефјоре
Николас Хју Сибаг Монтефјоре (енгл. Nicholas Hugh Sebag Montefiore, рођен 5. марта 1955) је британски писац. Школовао се за адвоката пре него што је постао новинар и историчар, а затим писац не-фикције. 

## Живот и рад
Његова друга књига Dunkirk: Fight to the Last Man (Дункирк: Борба до последњег човека) објављена је 2006. године. Његова претходна књига је Enigma – The battle for the code (Енигма: Битка за законик), прича о разбијању немачког машинског кода Енигма, у Блечлију, Енглеска, током Другог светског рата.  Његова породица је била власник Блечли парка све док га нису продали британској влади 1938. године.
Последња књига Somme: Into the Breach 2016. године, појавила се на време за 100. годишњицу офанзиве на Соми. Сесил Себаг-Монтефјоре, ауторов прадед, одузео је себи живот након служења Краљевским инжењерима на Западном фронту. 
Ожењен је од 1989. године са Aviv-ом Burnstock, шефицом Одељења за конзервацију и технологију уметности на Факултету ликовних уметности у Лондону. Његов брат Симон Себаг Монтефјоре такође је писац и историчар. Његов рођак Дензил био је командир вода у Дункирку. 

## Породична историја
Монтефјореов отац, Stephen Eric Sebag-Montefiore, потицао је из реда богатих Сефардских Јевреја који су били дипломате и банкари широм Европе. Почетком 19. века, његов пра-пра-стриц, Сир Moses Montefiore, постао је банкарски партнер компаније "N M Rothschild & Sons".  Његова мајка, Phyllis April Jaffé, потиче из литванске јеврејске породице сиромашних учењака. Њени родитељи су побегли из Руске империје на прелазу у 20. век; купили су карте за Њујорк, али су преварени, јер су уместо тога одбачени у Корк у Ирској. Током Лимерик Погрома 1904. године напустили су Ирску и преселили се у Њукасл у Енглеској. Отац његовог имењака, бискуп Бирмингема Хју Монтефјоре, био је пра-нећак Сир Мосеса.